# きみどり
きみどりは、土居宗将と古田敬一による、吉本興業大阪所属のお笑いコンビ。NSC大阪33期。2014年結成、2021年解散。

## メンバー
土居 宗将 (どい そうすけ)
- 1989年4月8日（36歳）[1] -
- 大阪市中央区出身[1]
- 星稜高校、早稲田大学出身
- 趣味：家庭菜園、献血、バイク、フェス参戦
- 特技：サッカー(全国高校総体準優勝[2])
- 趣味の家庭菜園を載せた、#野菜ンスタグラム をInstagramで更新している。[3]
- 2017年4月より「Foot Style 京都」(Ｊ：ＣＯＭ)の番組MCを、京都サンガF.C.や京都のサッカー情報番組を担当[4]。
- 解散後、2022年から愛媛FCのフロントスタッフとして勤務している[5]。

古田 敬一 (ふるた けいいち)
- 1987年7月21日（38歳）[1] -
- 滋賀県大津市出身[1]
- 大阪芸術大学短期大学部中退
- 現役アパレル店員
- 趣味：服
- 特技：ファッションチェック、スタイリング、服の知識
- きみどり古田のファッションチェックという、芸人の私服ファッションチェック をInstagramで更新中。
- 解散後は元ジソンシンの酒井孝太と「若葉のころ」を結成。

## 出演

### テレビ

#### 現在の出演番組
レギュラー
- Foot Style 京都(2017年4月－、Ｊ：ＣＯＭ)MC ※土居[6]

準レギュラー
- バツウケプラス(2017年10月－、大阪チャンネル)「サンテレビ、バツウケテイナースピンオフ企画《超辛口!?抜き打ちファッションチェック》」※隔週更新

その他
- マヨなか笑人（読売テレビ）-2017年8月25日
- アキナ・和牛・アインシュタインのバツウケテイナー(サンテレビ) -2017年9月19日、2018年5月29日
- 朝生ワイド す・またん!(読売テレビ)-2017年10月6日※古田
- ウチのガヤがすみません!　(日本テレビ)-2017年10月17日※古田
- マヨなか商人!?　(読売テレビ)-2017年11月10日
- ミナタン(Ｊ：ＣＯＭ)ｰ2018年2月前半後半号

ウェブサイト出演
- お笑いナタリー

マイナタリー特集『きみどり古田のファッションチェック』※古田
https://natalie.mu/owarai/pp/mynatalie04

## 単独ライブ
2015年
- 12月12日－「黄色と緑」(道頓堀ZAZA POCKET`S/大阪）

2017年
- 3月25日－「きみどりの新ネタ漫才よりどりみどり」(道頓堀ZAZA POCKET`S/大阪)
- 5月26日－「芽吹く。」(よしもと漫才劇場/大阪)
- 9月6日－「きみどりの新ネタ漫才よりどりみどり」(道頓堀ZAZA POCKET`S/大阪)
- 11月8日－「きみどりの新ネタ漫才よりどりみどり」(道頓堀ZAZA POCKET`S/大阪)

2018年
- 2月2日－「きみどりの新ネタ漫才よりどりみどり　四回目」(道頓堀ZAZA POCKET`S/大阪)
- 5月2日－「きみどりの新ネタ漫才よりどりみどり　五回目」(道頓堀ZAZA POCKET`S/大阪)

2019年
- 3月4日－「きみどりの新ネタ漫才よりどりみどり　VOL,6」(道頓堀ZAZA POCKET`S/大阪)
- 7月13日－「きみどりの新ネタ漫才よりどりみどり　VOL,7」(道頓堀ZAZA POCKET`S/大阪)

## 受賞歴
- 2017年 第６回 「関西演芸しゃべくり話芸大賞」 グランプリ[7]
- M-1グランプリ2015～2019、2021　3回戦進出[8]
- M-1グランプリ2020　2回戦進出[8]